# Cooks River Dam
Cooks River Dam var en dammbyggnad belägen på vattendraget Cooks River i Tempe i New South Wales i Australien mellan 1842 och 1896. Dammen anlades för att försörja Sydney med vatten.